# Three Forty Three
Die Three Forty Three ist ein Feuerlöschboot des New York Fire Department (NYFD). Zusammen mit ihrem Schwesterschiff Fire Fighter II ist es das größte Feuerlöschboot in Nordamerika und zählt zu den größten Feuerlöschbooten der Welt. Es ist am Pier 53 am Hudson River im westlichen Manhattan stationiert und gehört zur Einheit „Marine 1“.

## Geschichte

### Namensgebung
Das Schiff erhielt seinen Namen zu Ehren der 343 bei den Terroranschlägen am 11. September 2001 in den Trümmern des World Trade Centers umgekommenen Angehörigen des New York Fire Departments. Beim Bau wurde zudem Stahl aus den Trümmern des Gebäudes verwendet, um den Opfern zu gedenken. Bei der Namensgebung spielte es zudem eine Rolle, dass die Schiffe des NYFDs eine besondere Rolle bei den Lösch- und Aufräumarbeiten nach den Terroranschlägen einnahmen. Nur durch sie konnte in den ersten Tagen nach den Vorfällen eine ausreichende Wasserversorgung im betroffenen Gebiet aufrechterhalten werden.

### Bau und Indienststellung
Die Entscheidung für den Bau der beiden neuen Schiffe wurde getroffen, nachdem die Wartungs- und Unterhaltskosten der älteren Schiffe des NYFD immer weiter ansteigen. Zudem war die Technik der Schiffe bereits deutlich veraltet. Die John D. McKean, welche dann durch die Three Forty Three ersetzt wurde, war bereits über fünfzig Jahre alt. Ursprünglich sollten mehrere kleine Schiffe angeschafft werden, jedoch wurden Befürchtungen laut, dass die dann zur Verfügung stehenden Löschwassermengen nicht mehr ausreichen würden.
Das Schiffsdesign wurde von der Robert Allan Ltd., die bereits beim Bau von Löschbooten für das Los Angeles Fire Department und das Seattle Fire Department beteiligt waren, als komplett neue Klasse entwickelt. Die Ausschreibung für den Bau gewann Eastern Shipbuilding im Dezember 2007 aus Panama City in Florida. Die Werft hat eine lange Tradition im Spezialschiffbau.
Mit dem Bau des Schiffes wurde im Mai 2008 begonnen und der Stapellauf erfolgte am 11. September 2009. Nach einer umfangreichen Erprobung wurde es am 12. September 2010 in Dienst gestellt. Die Finanzierung der beiden Schwesterschiff in Höhe von 54 Mio. US-Dollar wurde vom Department of Homeland Security übernommen.

### Einsatzgebiet
Zusammen mit den anderen Einheiten von Marine 1 ist die Three Forty Three am Hudson im westlichen New York stationiert. Das Schiff überwacht den New Yorker Hafen und die Küste von New Jersey. Insgesamt wird so ein Flussgebiet mit einer Länge von insgesamt von 900 km (560 Meilen) abgedeckt. Das Seegebiet zählt zu einem der meist frequentierten Seefahrtstraßen der Welt.

## Schiffstechnik
Die Three Forty Three und ihr Schwesterschiff wurden speziell an die Anforderungen es Einsatzgebietes und den Vorgaben des NYFD angepasst. Bewegt wird das Schiff von vier separat ansteuerbaren Propellern, die jeweils durch ein Dieselaggregat der Firma MTU Typ „12V-4000 M70“ angetrieben werden. Diese liefern jeweils 2.000 PS und ermöglichen eine Höchstgeschwindigkeit von 17,4 Knoten. Um die Manövrierfähigkeit zu verbessern, verfügt das Schiff über eine Querstrahlsteueranlage der Firma Wesmar vom Typ Vortex V2-26.
Um die Einsatzfähigkeit des Schiffes auch nach Anschlägen und Chemieunfällen zu gewährleisten, ist es mit einem kompletten ABC-Schutz ausgestattet. Es verfügt über Luftschleusen, Detektoren und einen Dekontaminationsbereich. Um Verletzte schnellstmöglich zu behandeln zu können, wurden Räumlichkeiten für eine Triage und weite medizinische Einrichtungen geschaffen.
Um schnellstmöglich Personen von den Fähren des Hafengebietes retten zu können, verfügt die Three Forty Three über spezielle Ballasttanks im Bugbereich. Über diese kann das Schiff auf Deckshöhe der Fähren abgesenkt werden.
Zur weiteren Ausstattung zählen:
- Ein kleines Einsatzboot
- Ein Kran mit ausziehbarer Leiter und einem Monitor
- Mehrere Hydranten, um Löscheinrichtungen zu versorgen

## Löschtechnik
Bei der Auslegung des Schiffes spielt vor allem die Pumpenleistung eine Rolle. So verfügt es über vier Feuerlöschpumpen mit jeweils einer Leistung von 2.230 m³ in der Stunde (2.230.000 l in der Stunde) bei ungefähr 14 bar Förderdruck. Die Pumpen können ihre volle Leistung nur bei Stillstand des Schiffes erzielen, da sie über die Hauptmaschinen angetrieben werden. Muss das Schiff noch manövrieren, so können jeweils zwei Pumpen für den Schiffsantrieb und zwei für die Wasserförderung genutzt werden.
An Bord verfügt das Schiff über Tanks für Löschwasser (3,9 m³) und Schaummittel (12,5 m³ AFFF-Schaummittel).
Insgesamt verfügt die Thre Forty Three über 12 Löschmonitore:
- 1× 3.850 m³/Stunde (nur Wasser)
- 6× 1.200 m³/Stunde (Wasser und Schaummittel)
- 4× 600 m³/Stunde (nur Wasser)
- 1× 300 m³/Stunde (nur Wasser, montiert am Schiffskran)

Zusätzlich werden an Bord diverse Schläuche und Löscharmaturen vorgehalten.